# اندرو فلوران
 اندرو فلوران (انگلیسی: Andrew Florent؛ زاده ۲۴ اکتبر ۱۹۷۰-درگذشت ۱۶ اوت ۲۰۱۶) یک تنیس‌باز اهل استرالیا بود.